# Łužičan
Łužičan (Лужичанин) — серболужицкий ежемесячный литературный журнал, выходивший с 1860 по 1881 годы. Журнал основал серболужицкий писатель Ян Арношт Смолер в сотрудничестве с писателем Михалом Горником. В журнале публиковались произведения серболужицких поэтов, писателей, статьи по литературной критике и переводы с иностранных языков. В 1863 году журнал имел 300 подписчиков.
Журнал первоначально выходил с титулом «Časopis za wyššu zabawu a powučenje» (Журнал для замечательного отдыха и поучения) и позже — с титулом «Měsačnik za pismowstwo, ryčespyt a narodopis» (Ежемесячник для писательства, языкознания и народного творчества). На страницах журнала публиковали свои произведения Арношт Мука, Ян Петр Йордан, Гандрий Зейлер и Гендрих Йордан. Редакция журнала придерживалась младосербского литературного направления и в сотрудничестве с Арноштом Мукой и Якубом Барт-Чишинским основала литературное приложение «Lipa Serbska» для молодых читателей.
В последние годы существования журнала его тираж значительно упал. В 1880 году на него подписалось лишь 70 человек. В 1882 году за два года до смерти Ян Смолер по инициативе Арношта Муки основал новый литературный журнал «Łužica».